# Monika Holzschuster
Monika Holzschuster (* 23. Juli 1955) ist eine ehemalige österreichische Leichtathletin, die sich auf den Sprint spezialisiert hat.

## Sportliche Laufbahn
Erste internationale Erfahrungen sammelte Monika Holzschuster vermutlich im Jahr 1970, als sie bei den Junioreneuropameisterschaften in Paris mit 12,7 s in der ersten Runde im 100-Meter-Lauf ausschied. Im Jahr darauf kam sie bei den Europameisterschaften in Helsinki mit der österreichischen 4-mal-100-Meter-Staffel mit 45,82 s nicht über den Vorlauf hinaus und 1972 schied sie bei den Halleneuropameisterschaften in Grenoble mit 6,50 s im Halbfinale über 50 Meter aus. Zudem gewann sie dort mit der 4-mal-180-Meter-Staffel in 1:29,5 min gemeinsam mit Christa Kepplinger, Maria Sykora und Carmen Mähr die Bronzemedaille hinter den Teams aus der Bundesrepublik Deutschland und Frankreich. Daraufhin trat sie nicht mehr international in Erscheinung.

## Persönliche Bestleistungen
- 100 Meter: 11,5 s (0,0 m/s), 21. Juni 1972 in Stuttgart
- 50 Meter (Halle): 6,50 s, 13. März 1972 in Grenoble